# Looking Back
Looking Back – singel fińskiego piosenkarza Aksela, wydany 28 stycznia 2020 nakładem wytwórni płytowej Capitol Records. Utwór napisali i skomponowali Joonas Angeria, Whitney Phillips, Connor McDonough, Riley McDonough oraz Toby McDonough.
Kompozycja wygrała fińskie selekcje eurowizyjne Uuden Musiikin Kilpailu i została wybrana na reprezentanta Finlandii w 65. Konkursie Piosenki Eurowizji w Rotterdamie. 18 marca 2020 poinformowano jednak o odwołaniu konkursu z powodu pandemii koronawirusa. 10 kwietnia 2020 została zaprezentowana przez wokalistę w drugim odcinku projektu Eurovision Home Concerts.

## Lista utworów
- Digital download[4]

1. „Looking Back” – 2:51